# Centralne Muzeum Włókiennictwa w Łodzi
Centralne Muzeum Włókiennictwa w Łodzi, CMWŁ (do 1975 Muzeum Historii Włókiennictwa) – muzeum włókiennictwa mieszczące się w Białej Fabryce Geyera w Łodzi przy ul. Piotrkowskiej 282, wpisane do Państwowego Rejestru Muzeów pod numerem 116/134.
Jest to największe w Europie muzeum poświęcone włókiennictwu i historii tkactwa. W chwili powstania było pierwszą taką placówką na świecie. Siedziba muzeum jest jedną z pierwszych na świecie adaptacji architektury postindustrialnej do celów muzealnych.

## Historia muzeum
Pierwsze próby organizacyjne sięgają roku 1952, kiedy Krystyna Kondratiuk doprowadziła do utworzenia Działu Tkactwa w łódzkim Muzeum Sztuki.
W 1954 r. Rada Narodowa Miasta Łodzi podjęła uchwałę o utworzeniu muzeum włókiennictwa zlokalizowanego w Białej Fabryce Ludwika Geyera. Biała Fabryka to rozległy, 4-skrzydłowy kompleks budynków architektury przemysłowej.
6 listopada 1954 wpisano ten obiekt do rejestru zabytków, dzięki czemu władze miasta mogły wystąpić do Ministra Przemysłu Lekkiego o przekazanie nieruchomości pod cele muzealne. Pięć lat później podjęto uchwałę o przekształceniu Działu Tkactwa w nową instytucją funkcjonującą jako oddział Muzeum Sztuki. 6 października 1959 roku powołano samodzielną jednostkę - Muzeum Historii Włókiennictwa. Pierwszą dyrektorką została Krystyna Kondratiuk twórczyni organizacyjnej koncepcji nowego muzeum. Początkowo pod działalność muzealną przeznaczono skrzydło północne i część zachodniego, a cały proces przekazywania poszczególnych skrzydeł rozłożony był na lata. 
Od 2008 integralną część muzeum stanowi Łódzki Park Kultury Miejskiej, w którym znajdują się obiekty typowe dla zabudowy Łodzi i okolicy z przełomu XIX/XX wieku: kościół z Nowosolnej, willa letniskowa z Rudy Pabianickiej, tzw. „drewniana kamienica”, czyli 1-piętrowy dom ul. Mazowieckiej 61, drewniana poczekalnia Łódzkich Wąskotorowych Elektrycznych Kolei Dojazdowych (tramwaje podmiejskie) z ich zgierskiej krańcówki na pl. J. Kilińskiego z ok. 1901 r. oraz ulic Wólczańskiej, Żeromskiego, Kopernika i Mazowieckiej.
W 2013 przestrzeń wystawiennicza muzeum powiększyła się o zrewitalizowany budynek kotłowni, w którym otwarta została wystawa interaktywna, wykorzystująca nowoczesne techniki multimedialne. Wewnątrz znajduje się maszyna parowa przeniesiona z cegielni na ul. Franciszka.
W 2018 rozpoczęła się finansowana ze środków Programu Operacyjnego Infrastruktura i Środowisko na lata 2014–2020 modernizacja siedziby muzeum. W jej ramach zaplanowano odnowienie elewacji zachodniej, oraz wnętrz najstarszego skrzydła zabytkowej fabryki – budynku A, a także renowację południowej elewacji sąsiadującego z Parkiem Reymonta budynku C. I. Inwestycja objęła również powstanie magazynu studyjnego, a także, a także prace w Skansenie Łódzkiej Architektury Drewnianej: instalację centralnego ogrzewania, docieplenie oraz zagospodarowanie terenu. Prace zostały zakończone w 2020 roku, kiedy to otworzona została nowa wystawa stała.

## Dyrektorzy
- Krystyna Kondratiuk (1960–1976)[11]
- Adam Nahlik (1976–1980)[12]
- Janusz Bujacz (1980-1981)[13]
- Norbert Zawisza (1981–2013)[14]
- Marcin Oko (2013–2016)[15]
- Aneta Dalbiak (od 2016)[16]

## Działalność
Zainteresowania naukowe, kolekcjonerskie i popularyzatorskie muzeum obejmują wszystko, co pozostaje w związku z włókienniczym procesem produkcyjnym – od surowca, przez techniki i technologie włókiennicze do produktów włókienniczych o różnym stopniu i technice przetworzenia. Zbiory są gromadzone, opracowywane naukowo, konserwowane i w różnej formie udostępniane przez specjalistyczne działy muzeum.
Od 1972 muzeum było współorganizatorem, a od 1982 jest jedynym organizatorem Międzynarodowego Triennale Tkaniny w Łodzi. Łódzkie triennale jest najstarszą i największą na świecie międzynarodową wystawą promującą współczesną tkaninę artystyczną.

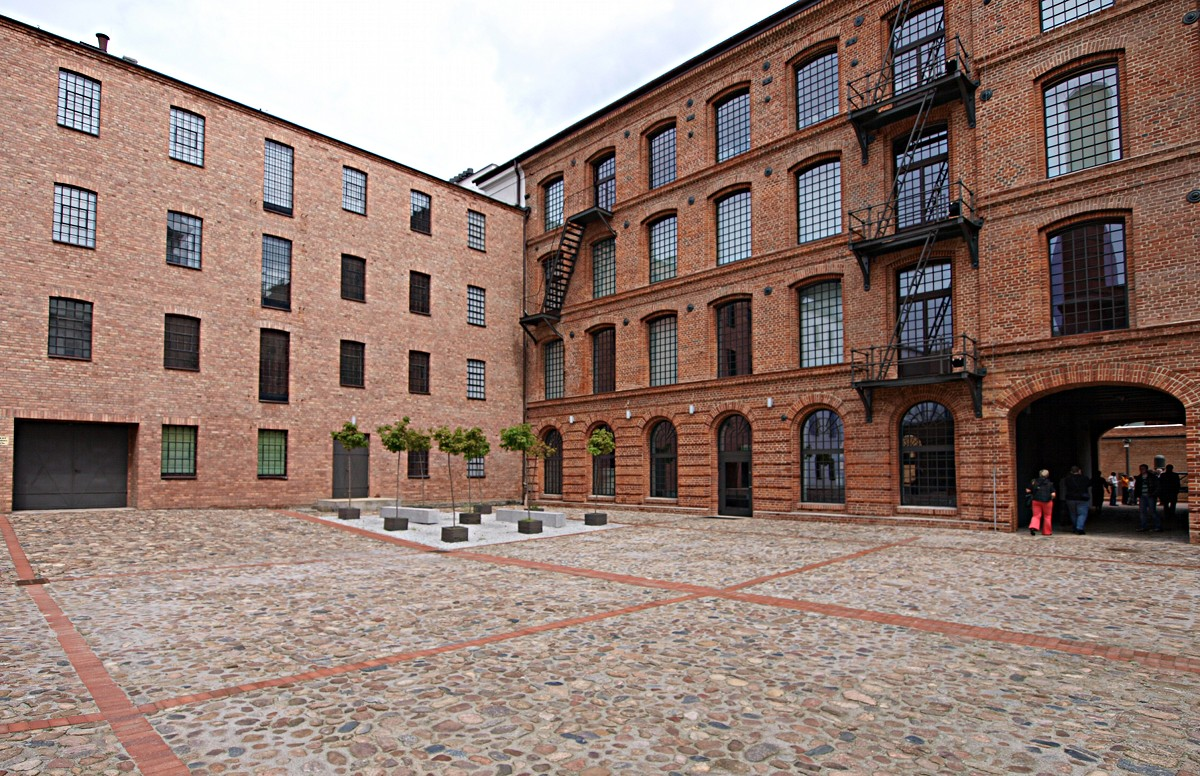
Dziedziniec muzeum

### Wystawy stałe
- Miasto – Moda – Maszyna
- Sala maszyn w ruchu
- Łódzkie mikrohistorie. Ludzkie mikrohistorie
- Google arts & culture

### Oferta edukacyjna

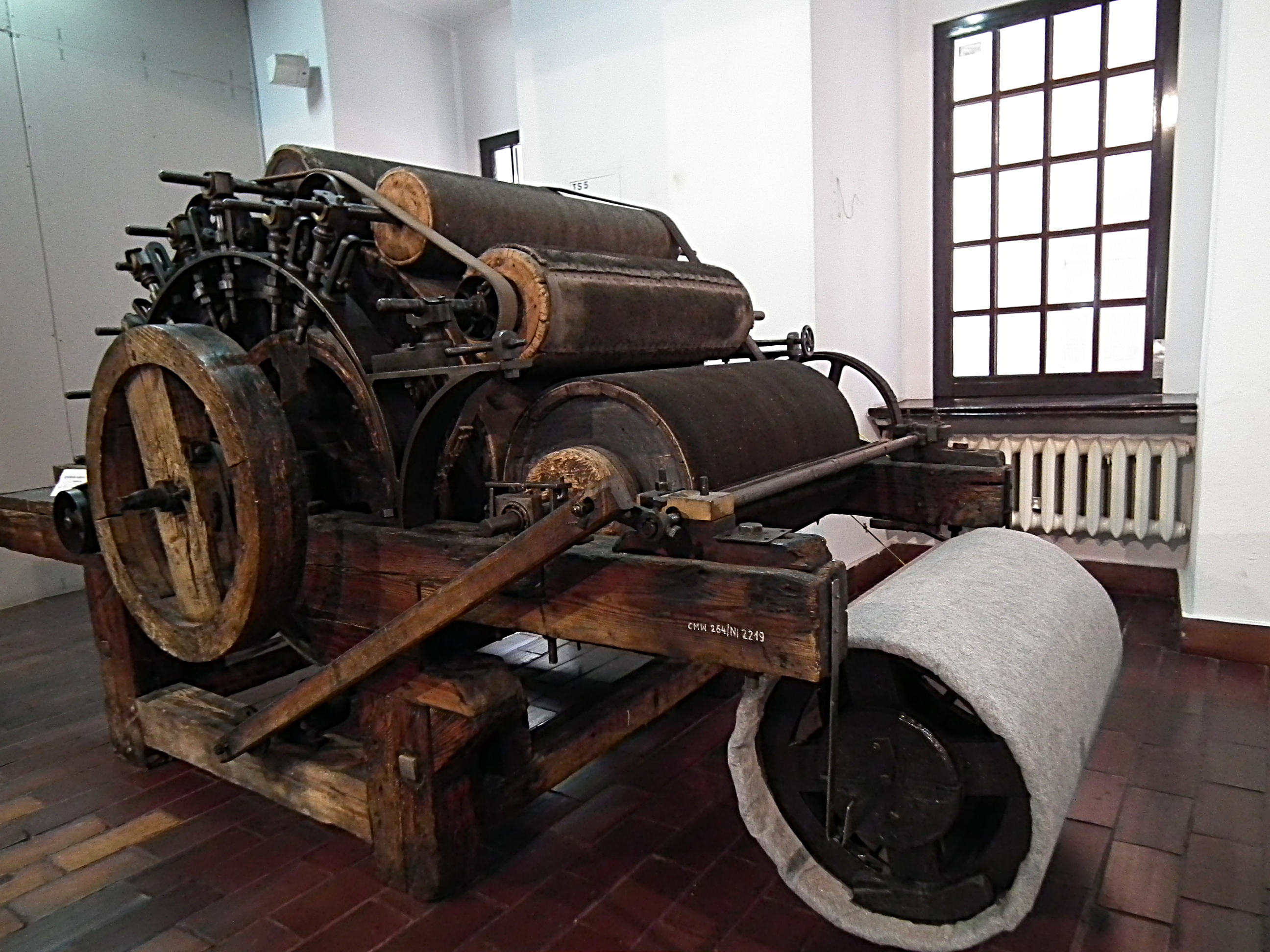
Jeden z eksponatów: zgrzeblarka wałkowa Platt Brothers

Dział Edukacji Centralnego Muzeum Włókiennictwa organizuje warsztaty plastyczne, lekcje muzealne. Działania Działu Edukacji CMWŁ realizowane są zgodnie z ideą muzeum partycypacyjnego, a tematyka zajęć powiązana jest z profilem muzeum, dotyczy więc historii i sztuki współczesnej, zbiorów CMWŁ i aktualnych wystaw.

### Wydarzenia specjalne
- Urodziny Geyera – coroczne wydarzenie odbywające się w styczniu, upamiętniające urodziny założyciela Białej Fabryki – Ludwika Geyera
- Geyer Music Factory – cykl koncertów odbywających się w sezonie wakacyjnym na dziedzińcu Białej Fabryki (tamże od 2009)
- Noc Muzeów

## Wyróżnienia
W październiku 2013 Centralne Muzeum Włókiennictwa zajęło drugie miejsce w plebiscycie na „7 nowych cudów Polski”, zorganizowanym przez miesięcznik National Geographic Traveler.
Wystawa Miasto-Moda-Maszyna uhonorowana została nagrodami:
- I miejsce w kategorii Wystawa w 15 edycji konkursu Wydarzenie Historyczne Roku[20],
- Wystawa roku w głosowaniu internautów konkursu Plaster Kultury 2021[21],
- Sybilla 2021 w 42. Konkursie na Wydarzenie Muzealne Roku, w kategorii Nowe i zmodernizowane wystawy stałe[22].

Wystawa "Łódzkie mikrohistorie. Ludzkie mikrohistorie" zdobyła I miejsce w kategorii Wystawa w 14. edycji konkursu Wydarzenie Historyczne Roku.
Wyróżnienie w konkursie „Zabytek Zadbany” w kategorii „Zabytki techniki” w 2022 r.
Punkt kotwiczny Europejskiego Szlaku Dziedzictwa Przemysłowego w 2023 r.